# Angolo critico
In ottica geometrica, nel contesto della rifrazione, l'angolo critico (noto anche come angolo limite) è quell'angolo d'incidenza oltre il quale si ottiene una riflessione interna totale.
L'angolo di incidenza è misurato rispetto alla normale all'interfaccia tra due mezzi. Esso è dato dalla relazione:
{\displaystyle \theta _{c}=\arcsin \left({\frac {n_{2}}{n_{1}}}\right)},
dove θc è l'angolo critico, n2 è l'indice di rifrazione del mezzo meno denso ed n1 è l'indice di rifrazione del mezzo più denso. Questa equazione è facilmente ottenibile dalla Legge di Snell imponendo un angolo di rifrazione pari a novanta gradi. A titolo di esempio, considerando un raggio di luce che si propaga dal vetro al vuoto si ottiene un angolo critico di circa 42°.
La riflessione interna totale si ottiene solamente se il raggio luminoso incidente si trova nel mezzo più denso. Se il raggio incidente è esattamente all'angolo critico, il raggio rifratto è tangente all'interfaccia nel punto di incidenza.